# Municipalità del Nepal
Le municipalità del Nepal costituiscono il terzo livello amministrativo del paese e sono state costituite a partire dal 2015 in seguito all'entrata in vigore della nuova costituzione.
Le municipalità sono in tutto 753, molte sono costituite dall'aggregazione dei preesistenti Comitati per lo sviluppo dei villaggi (VCD). 
Le municipalità si distinguono fra municipalità cittadine (293) e municipalità rurali (in nepalese गाउँपालिका, traslitterato in Gaunpaulika) che sono 460.

## Municipalità cittadine
Le municipalità devono rispettare dei criteri minimi di numero di abitanti e presenza di infrastrutture. In tutto sono 293, ordinate in tre livelli: 
- Città metropolitane (Mahanagarpalika)
- Città sub-metropolitane (Upmahanagarpalika)
- Municipalità (Nagarpalika)

Le città metropolitane sono sei: la capitale Katmandu con Bharatpur, Biratnagar, Pokhara, Lalitpur e Birgunj. Le città sub-metropolitane sono 11 e le municipalità sono 276.

## Municipalità rurali
Le municipalità rurali (gaunpalikas) sono 460 e furono create nel 2017 per rimpiazzare i Comitati per lo sviluppo dei villaggi (VDC). Gli scopi e le funzioni rimangono sostanzialmente gli stessi, sono però state aumentate le dimensioni, i bilanci e i diritti di esazione di tasse e entrate. Una municipalità rurale è di solito composta da più ex-VDC.